# عافیه اصفهانیه
عافیه اصفهانیه (درگذشته ۵۳۲ ه‍.ق) (نسب: عافیه بنت حسین بن عبدالملک بن عبدالوهاب) بانوی محدث ایرانی بود. سمعانی از شاگردان او بود و در التحبیر ازو نام برده‌است.